# David Simão
David Martins Simão (nascido a 15 de maio de 1990, em Versailles, França) é um futebolista português que saiu da formação do Benfica. Atua como médio. Atualmente, joga pelo Arouca. No seu primeiro ano de sénior, foi emprestado ao Fátima, no segundo ano ao FC Paços de Ferreira, cujo treinador era Rui Vitória. Na equipa da Mata Real, David Simão assumiu uma preponderância gigantesca na manobra ofensiva da equipa, assim sendo, no ano seguinte (época 2011-2012), integrou o plantel principal da equipa da Luz. Em Julho de 2012 foi emprestado ao C.S. Marítimo por uma época, sendo vendido ao Arouca na época seguinte. Passou ainda pelo CSKA de Sofia, Boavista e Antuérpia. Foi vendido ao AEK em 2019 onde fez apenas 7 jogos, sendo que na mesma época foi emprestado ao Apoel. Regressou a Portugal ao Moreirense por empréstimo do AEK e em 2021 transfere-se para o Arouca. 

## Títulos
Benfica
- Taça da Liga: 2011-12

Académica
- Taça de Portugal: 2011-12

Hapoel Beer Sheva
- Taça de Israel: 2019-20